# Gösta Oswald
Erik Gösta Oswald, född 9 juni 1926 i Stockholm, död 26 juli 1950 utanför Brissund på Gotland (drunkning), var en svensk författare och i viss mån även tonsättare. Han var svärson till Jöran Sahlgren.

## Biografi
Gösta Oswald föddes och växte upp i Stockholm som enda barn till Blenda och Eric Oswald. Han började tidigt skriva berättelser och dikter och intresserade sig även för musik. När är han var 14 år började han ta pianolektioner och göra egna kompositioner. År 1942 började han studera komposition och musikteori för Erland von Koch, som beskrev honom som en brådmogen och talangfull elev. Oswald gick i skola först i Matteusskolan och sedan i Vasa Real, där han med höga betyg tog realexamen 1942. 
Hösten 1942 började han den treåriga latinlinjen på Norra Latin. Där hamnade han för första gången i en miljö som helt delade hans konstnärliga och intellektuella intressen. Han var klasskamrat med Vilgot Sjöman och Karl Birnbaum och på skolan gick även Carl-Eric Nordberg och Lars Forssell, som båda hade författarambitioner. Oswald läste författare som Arthur Schopenhauer, Edith Södergran och den nya modernistiska litteraturen och skrev egna litterära verk. Han deltog i skolans kulturella liv och ägnade sig fortsatt åt musik under gymnasietiden. 
Efter studentexamen vid Norra Latin 1945 studerade Oswald humanistiska ämnen och pianopedagogik vid Stockholms högskola 1945–1947. År 1946 debuterade Oswald som författare med diktsamlingen Den andaktsfulle visslaren och blev en av de mer omtalade författarna inom den svenska fyrtiotalismen. Åren 1948–1950 arbetade han som litteraturkritiker vid Aftontidningen i Stockholm. 
Oswald gifte sig 1950 med Jörel Sahlgren (1923–1984), dotter till Jöran Sahlgren. Han avled i en drunkningsolycka utanför Gotland 1950 och är begravd på Danderyds kyrkogård.

## Författarskap
Gösta Oswald debuterade, 20 år gammal, med den avancerat modernistiska diktsamlingen Den andaktsfulle visslaren. Lyrisk mässa i fyra böcker (1946). Han räknas till de unga och udda genierna i den svenska lyriska modernismen.
Hans författarskap karaktäriseras som ett samtal med valfrändskaper från filosofins och litteraturens olika tider och sfärer. Hans stora intresse för musik avsatte spår i hans diktning och han eftersträvade litterära kompositioner i enlighet med musikens former.
Efter debutsamlingen skrev han romanen Christinalegender, vilken dock inte utgavs förrän 1963. Huvudpersoner är Petrus de Dacia och Christina av Stommeln, men det är inte någon traditionell historisk roman utan ett lyriskt tankespel genomströmmat av mystik och en mosaik av citat från bland andra Mäster Eckehart, Erik Lindegren och T.S. Eliot. 
Romanen En privatmans vedermödor, som utgavs 1949, är en skildring av den smärtsamma upplevelsen av livets absurditet. Romanen Rondo, som utgavs postumt 1951, är inspirerad av Hieronymus Bosch och kretsar kring teman som försoning och livets ogripbara kaos. Den kunde endast utges i de fragment som förelåg vid Oswalds död, men är ansedd som en av det svenska 1900-talets mest säregna texter.